# طابية جزيرة (دير الزور)
طابية جزيرة قرية سورية تتبع ناحية خشام في منطقة مركز دير الزور في محافظة دير الزور. بلغ عدد سكانها 1801 نسمة في عام 2004 حسب إحصاء المكتب المركزي للإحصاء.